# Nýrovce
Nýrovce és un poble i municipi d'Eslovàquia que es troba a la regió de Nitra, al sud-oest del país. El 2011 tenia 563 habitants.

## Història
La primera menció escrita de la vila es remunta al 1247.

## Demografia
| Godina             | 1994 | 2004   | 2014   | 2024   |
| ------------------ | ---- | ------ | ------ | ------ |
| Nombre de persones | 587  | 569    | 525    | 499    |
| Diferència         |      | −3,06% | −7,73% | −4,95% |

| Godina             | 2023 | 2024   |
| ------------------ | ---- | ------ |
| Nombre de persones | 507  | 499    |
| Diferència         |      | −1,57% |